# When We Were Young
«When We Were Young» —en español: «Cuando éramos jóvenes»— es una canción compuesta e interpretada por la cantautora británica Adele de su tercer álbum de estudio, 25. Salió al mercado musical el 22 de enero de 2016 a través de XL Recordings como segundo sencillo de dicho disco. Adele coescribió la canción con Tobias Jesso Jr., y fue producida por Ariel Rechtshaid. «When We Were Young» es una balada soul y su letra habla sobre los recuerdos del pasado con un ser querido. Tras ser lanzada, la canción recibió buenas críticas por parte de la prensa musical, que elogiaron la letra de la misma y la voz de Adele.
Después del lanzamiento de 25, «When We Were Young» ya había vendido 150.000 copias digitales en Estados Unidos como una pista del álbum. La pista alcanzó su punto máximo en el top 10 en el Reino Unido, Estados Unidos, Bélgica, Canadá, República Checa, Portugal, Finlandia, Suiza, Escocia, Eslovaquia y Sudáfrica. La canción no tiene vídeo musical oficial, aunque sí una interpretación en vivo fue filmada en The Church Studios de Londres que se lanzó a través de Vevo. Adele también promocionó la canción con actuaciones en directo, en Adele at the BBC (especial de una hora de la BBC), Adele Live in New York City y en los programas de TV de Saturday Night Live y The Ellen DeGeneres Show.

## Antecedentes y desarrollo
En el medio del proceso de escritura de 25, Adele sufrió  bloqueo del escritor y para sentirse segura sobre el material que tenía, su mánager también estaba inseguro al respecto y le pidió a Rick Rubin, quien produjo varias canciones de su segundo álbum de estudio 25, que le diera su opinión al respecto. Rubin afirmó que no confiaba en las canciones que tenía y Adele admitió que sentía que el material que tenía era un poco apresurado. Por lo tanto, a principios de 2015, Adele viajó a Los Ángeles para trabajar con diferentes compositores y productores durante dos meses, y más tarde expresó su interés en trabajar con el músico canadiense Tobias Jesso Jr., luego de descubrirlo después de escuchar su canción «Hollywood». Luego de que sus mánagers hablaran sobre la colaboración, Adele y Jesso Jr., se reunieron para conocerse y pasaron casi tres días platicando y escribiendo. Así pues terminaron escribiendo dos canciones juntos «When We Were Young» y «Lay Me Down». Comenzaron la canción desde cero, ya que Jesso Jr. «tocaría los acordes mientras que Adele improvisaba melodías y letras». Jesso declaró: «no había estudio, sólo un piano y nosotros, y escribimos mucho. Como demasiado mucho».
En una entrevista con SiriusXM, Adele dijo que la canción «se basa en nosotros haciéndonos mayores, y estar en una fiesta en casa y ver a todo el mundo que alguna vez amaste o no, un lugar en el que no puedes encontrar el tiempo para estar en las vidas de otras personas. Y todos se reúnen de nuevo esta fiesta con 50 años pero nada importa, y todos la pasamos tan bien como cuando teníamos 15 años. Así que ese es el tipo de ambiente de la realidad». Al ser entrevistada por Nick Grimshaw en la BBC Radio 1, en el lanzamiento de su anterior sencillo «Hello», Adele dijo que «When We Were Young» era su canción favorita de 25.

## Recepción
La canción recibió críticas positivas por parte de la prensa musical tras ser publicada. El periodista Jeremy Gordon de Pitchfork la nombró como «mejor nueva canción» y elogió la interpretación vocal de Adele y cómo ella era «capaz de elevar el sentimiento sentimental en el arte elevado». Joseph R. Atilano de Inquirer.net remarcó que “una canción como esta muestra cómo es líricamente inteligente Adele, además es una de las más grandes cantantes hoy en día”.
La revista Entertainment Weekly consideró a la canción como una de las tres mejores del álbum, señalando que Adele «canta mucha sinceridad» con nostalgia. Chris Gerard de la revista internacional PopMatters fue muy positivo, nombrando al tema como “una épica canción agridulce. «When We Were Young» es impresionante, un ejemplo de lo grande que puede ser Adele cuando todas las estrellas se alinean. Esta balada a fuego lento que construye a un clímax potente debería haber sido el primer sencillo. Es más compleja que «Hello», tiene más profundidad emocional, y la voz de Adele es lo suficientemente buena para llenarte los ojos de lágrimas.” Time nombró «When We Were Young» como la cuarta mejor canción del 2015.

## Promoción

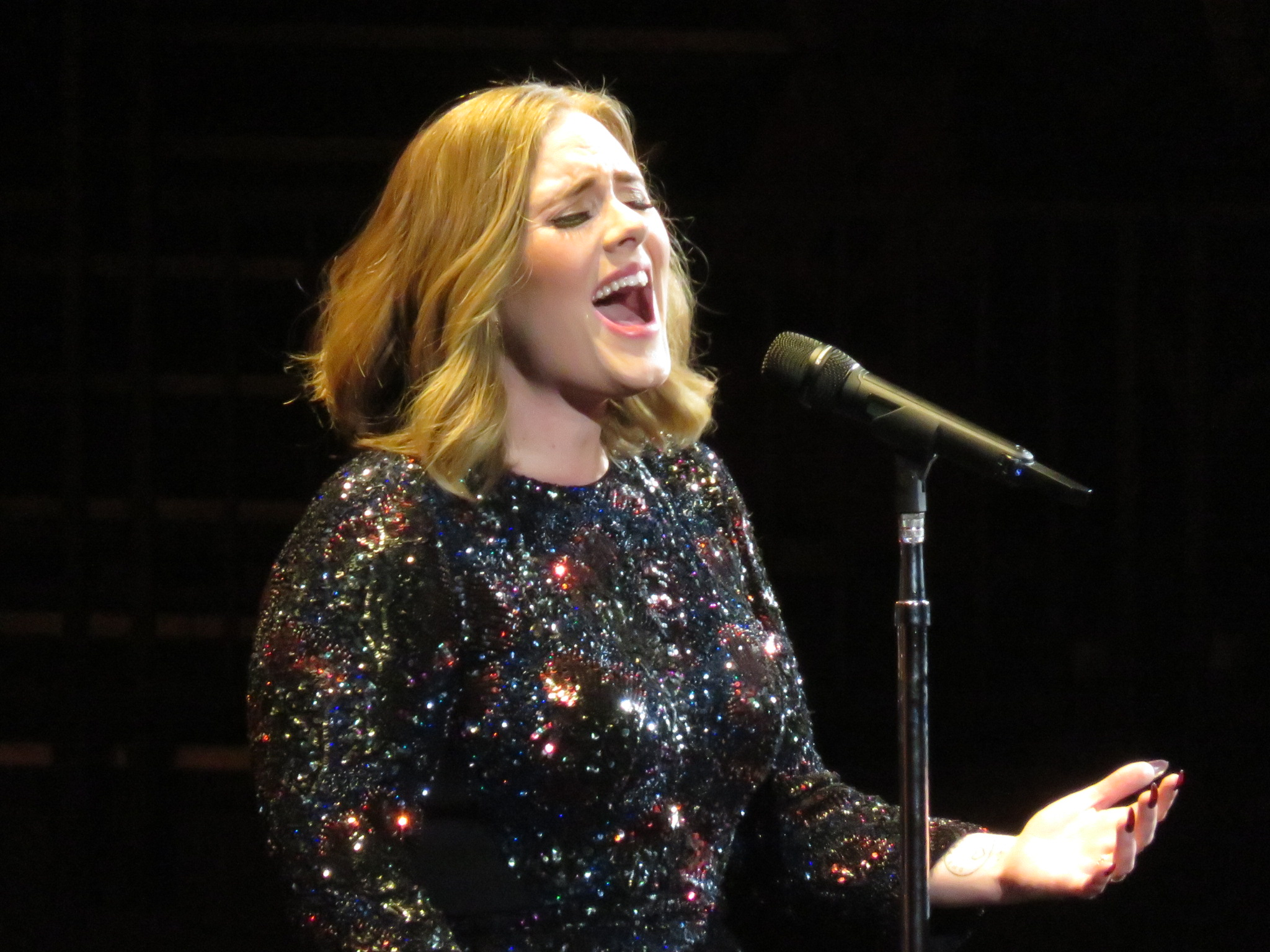
Adele interpretando la canción en el Genting Arena, marzo de 2016

La canción no tiene un vídeo musical oficial pero aun así una versión de la misma fue filmada en vivo en The Church Studios, donde se grabó la mayor parte de 25, y se lanzó a través de su canal de YouTube Vevo.

### Actuaciones en directo
Adele interpretó «When We Were Young» en vivo por primera vez para un especial televisivo de una hora de la BBC titulado Adele at the BBC, que fue grabado el 2 de noviembre de 2015 y se emitió el 20 del mismo mes. También interpretó la canción en Adele Live in New York City, un concierto único el cual fue grabado en el Radio City Music Hall el 17 de noviembre y transmitido por la NBC el 14 de diciembre. El 21 de noviembre de 2015, Adele fue invitada al programa Saturday Night Live donde también cantó el tema. Asimismo, lo hizo el 17 de febrero de 2016 en el programa The Ellen DeGeneres Show. Adele también interpretó «When We Were Young» en el cierre de la 36.ª entrega los Brit Awards, el 26 de febrero de 2016. «When We Were Young» también fue añadida a la lista de canciones del tour que realizó la cantante en 2016.

## Posicionamiento en listas
| Lista (2015–2016)                      | Mejor posición |
| -------------------------------------- | -------------- |
| Alemania (Offizielle Deutsche Charts)  | 29             |
| Australia (ARIA)                       | 13             |
| Austria (Ö3 Austria Top 40)            | 11             |
| Bélgica (Flandes) (Ultratop 50)        | 6              |
| Bélgica (Valonia) (Ultratop 50)        | 22             |
| Canadá (Canadian Hot 100)              | 9              |
| Dinamarca (Tracklisten)                | 27             |
| Escocia (Scottish Singles Sales Chart) | 3              |
| España (Top 100 Canciones)             | 54             |
| Estados Unidos (Billboard Hot 100)     | 14             |
| Estados Unidos (Adult Contemporary)    | 6              |
| Estados Unidos (Adult Top 40)          | 3              |
| Estados Unidos (Hot Dance Club Songs)  | 1              |
| Estados Unidos (Mainstream Top 40)     | 13             |
| Francia (SNEP)                         | 15             |
| Hungría (Rádiós Top 40)                | 10             |
| Irlanda (IRMA)                         | 12             |
| Nueva Zelanda (Recorded Music NZ)      | 23             |
| Noruega (VG-lista)                     | 23             |
| Países Bajos (Dutch Top 40)            | 24             |
| Polonia (Polish Airplay Top 100)       | 16             |
| Reino Unido (UK Singles Chart)         | 9              |
| Reino Unido (UK Indie Chart)           | 1              |
| Suecia (Sverigetopplistan)             | 16             |
| Suiza (Schweizer Hitparade)            | 5              |

## Certificaciones
| Territorio     | Organismo certificador | Certificación | Ventas certificadas | Simbolización | Ref.    |         |         |         |
| América        | América                | América       | América             | América       | América | América | América | América |
| -------------- | ---------------------- | ------------- | ------------------- | ------------- | ------- | ------- | ------- | ------- |
| Canadá         | Music Canada           | 2× Platino    | 160 000             | 2▲            | [ 45 ]  |         |         |         |
| Estados Unidos | RIAA                   | Platino       | 1 000               | ▲             | [ 46 ]  |         |         |         |
| México         | AMPROFON               | Platino       | 60,000              | –             | [ 47 ]  |         |         |         |
| Asia           |                        |               |                     |               |         |         |         |         |
| Corea del Sur  | Gaon                   |               | 134 499             |               | [ 48 ]  |         |         |         |
| Europa         |                        |               |                     |               |         |         |         |         |
| Bélgica        | IFPI — Bélgica         | Oro           | 15 000              | ●             | [ 49 ]  |         |         |         |
| Dinamarca      | IFPI — Dinamarca       | Oro           | 30 000              | ●             | [ 50 ]  |         |         |         |
| Italia         | FIMI                   | Oro           | 25 000              | ●             | [ 51 ]  |         |         |         |
| Reino Unido    | BPI                    | Platino       | 600 000             | ▲             | [ 52 ]  |         |         |         |
| Suecia         | IFPI — Suecia          | Platino       | 40 000              | ▲             | [ 53 ]  |         |         |         |
| Oceanía        |                        |               |                     |               |         |         |         |         |
| Australia      | ARIA                   | Platino       | 70 000              | ▲             | [ 54 ]  |         |         |         |
| Nueva Zelanda  | RIANZ                  | Platino       | 15 000              | ▲             | [ 55 ]  |         |         |         |

## Créditos y personal
- Adele Adkins: artista principal, voz, composición
- Tobias Jesso Jr.: composición
- Ariel Rechtshaid: producción
- XL Recordings: compañía discográfica

## Historial de lanzamiento
| País                     | Fecha               | Formato          | Edición  | Discográfica  | Ref.                 |
| ------------------------ | ------------------- | ---------------- | -------- | ------------- | -------------------- |
| Italia                   | 22 de enero de 2016 | Radio            | Estándar | XL Recordings | [ 56 ]               |
| Mundialmente y Australia | 5 de enero de 2016  | Descarga digital | Estándar | XL Recordings | [ 57 ] [ 58 ] [ 59 ] |